# Іспанська лють
51°13′00″ пн. ш. 4°24′00″ сх. д. / 51.2167° пн. ш. 4.4° сх. д.
Іспанська лють (нід. Spaanse furie) — грабунок і підпал іспанськими солдатами Антверпена 4 листопада 1576 року під час Нідерландської революції (1568—1648).
Приводом до подій послужила затримка з видачею платні солдатам, що призвело до триденного пограбування міста, колишнього культурного, фінансового та економічного осередку Іспанських Нідерландів та знищення близько 8 тисяч його мешканців.